# Parczew
Parczewⓘ é um município no leste da Polônia, na área da planície de Parczew. Pertence à voivodia de Lublin, no condado de Parczew. É a sede da comuna urbano-rural de Parczew.
Estende-se por uma área de 8,1 km², com 10 395 habitantes, segundo o censo de 31 de dezembro de 2021, com uma densidade populacional de 1 283,3 hab./km².
Historicamente, Parczew está localizado nos arredores da Pequena Polônia, inicialmente pertencente à Terra de Sandomierz e depois à Terra de Lublin. Alternativamente, o nome Parczów foi usado.
Na Idade Média, nos anos 1386−1611, a Via Jagielônica atravessava a cidade. Uma cidade real no estarostado de Parczew da voivodia de Lublin em 1786.
Nos anos 1975−1998, a cidade pertenceu administrativamente à voivodia de Bielsko-Podlaskie.

## Ambiente natural
Parczew está localizada na área da planície de Parczew, na foz dos rios Konotopa e Kołodziejka até o rio Piwonia. O tipo de vegetação predominante na cidade são as praças e dois parques municipais na rua 11 Listopada e entre as ruas Ogrodowa e Kościelna. Na cidade existe um reservatório de água da lagoa municipal (4,6 ha.), utilizado como local de lazer pelos pescadores locais.

## História

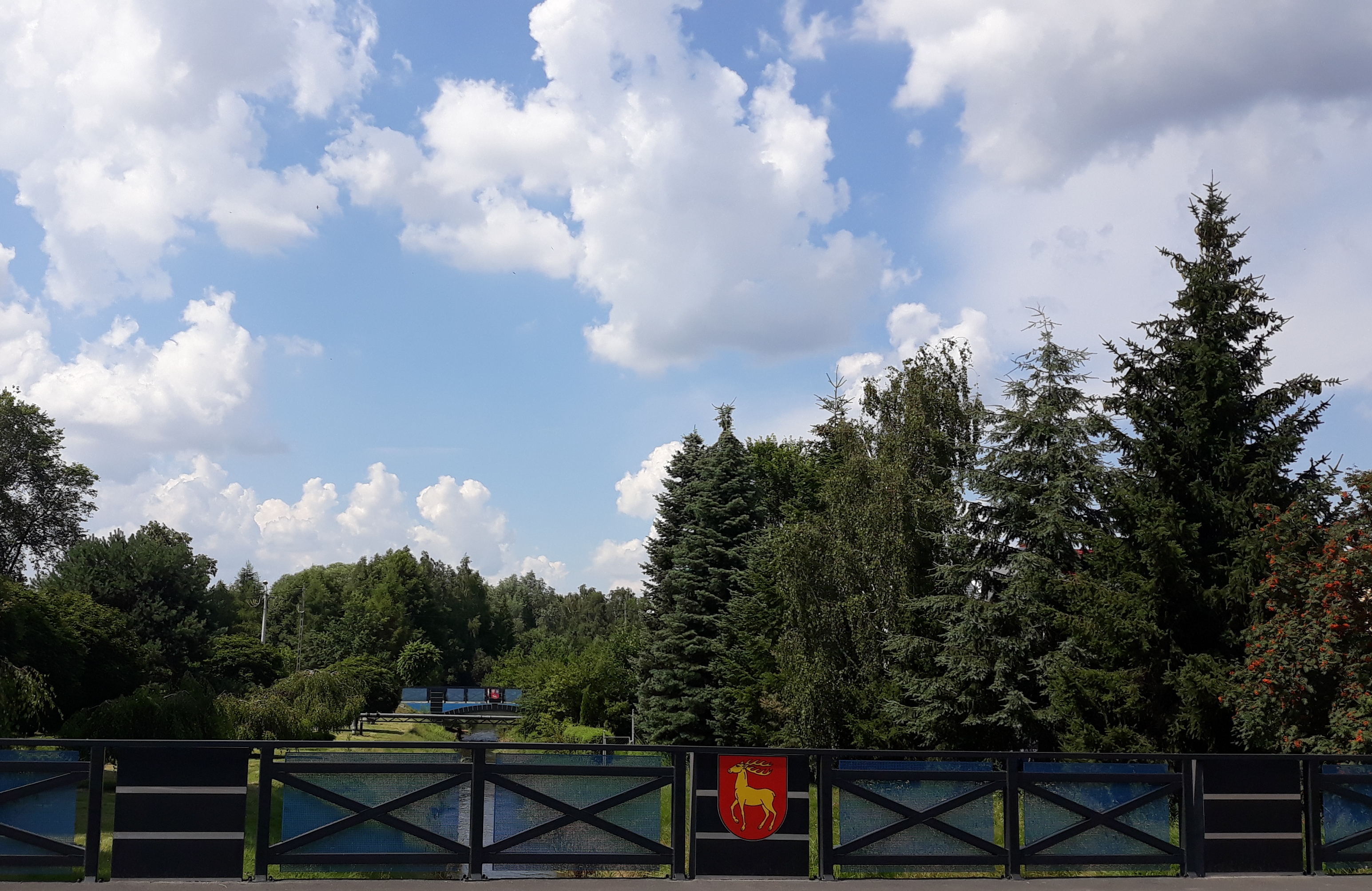
Pontes no rio Konotopa no centro de Parczew

Segundo o historiador polonês Jan Długosz, Parczew já existia em 1235. Parczew recebeu os direitos de cidade em 1401 de Ladislau II Jagelão. Em 1413, no congresso em Horodło, Parczew foi designada o local dos congressos dos parlamentos polaco-lituanos. Desde então, tornou-se um importante centro da vida política do país. Todos os reis da dinastia jaguelônica ficaram aqui e muitos arranjos importantes foram feitos para ambos os países. O último parlamento de Parczew foi realizado em 1564 no reinado de Sigismundo II Augusto.
Parczew foi a sede do estarostado fora da cidade. Como cidade fortificada, tinha três portões: Lubelska, Chełmska e Łomaska. Bem ao lado da cidade havia uma residência real chamada Castelo. Havia uma prefeitura na praça do mercado, a cidade tinha dois banhos, quatro moinhos e várias cervejarias. Também tinha o direito de armazenar sal. No século XVI, havia três igrejas, uma igreja ortodoxa e uma sinagoga, além de uma escola e um hospital. O rei Sigismundo II Augusto, com o Senado, aceitou das mãos do núncio Giovanni Francesco Commendone o livro de leis do Concílio de Trento no Sejm em Parczew em 7 de agosto de 1564. Em 1794, Parczew foi designada como o local do tribunal de terras, mas devido à queda da República da Polônia, o tribunal foi abolido.
As partições da Polônia interromperam o desenvolvimento da cidade. Uma certa influência no renascimento da cidade no final do século XIX teve a construção de uma linha ferroviária de Lublin a Łuków em 1898. Nos anos entre guerras, Parczew se desenvolveu lentamente e ultrapassou ligeiramente os 10 000 habitantes.
De 29 a 30 de setembro de 1939, ocorreu a batalha de Parczew entre as tropas do Grupo Operacional Independente “Polesie” marchando em direção a Kock e as tropas soviéticas que invadiram, que terminou com a vitória dos poloneses.
Durante a ocupação da Polônia, Parczew foi um forte centro de resistência. As florestas de Parczew localizadas nas proximidades foram a base de muitos grupos partisans do Armia Ludowa, Gwardia Ludowa e Exército da Pátria, bem como dos guerrilheiros soviéticos (uma unidade sob o comando do Coronel Ivan Banow “Czorny”). Uma unidade composta por judeus, liderada por Chyl Grynszpan e contando com várias dezenas de soldados, também lutou no Exército da Pátria. Em 16 de abril de 1944, a cidade foi tomada pelo 1.º batalhão do Exército da Pátria “Holoda” sob o comando do capitão Aleksander Skotnicki “Revenge”. A prefeitura foi incendiada e o posto da Schutzpolizei foi bombardeado. Em 22 de julho de 1944, Parczew foi ocupada por unidades da Primeira Frente Bielorrussa do Exército Vermelho e uma unidade local do Exército da Pátria que cooperava com ela. Em 4 de agosto de 1945, um foguete sinalizador disparado por um soldado soviético atingiu prédios urbanos, e o fogo se espalhou rapidamente, consumindo um total de 42 prédios, incluindo celeiros cheios de colheitas. Em 5 de fevereiro de 1946, as unidades da Associação Liberdade e Independência de Leon “Jastrzębie” Taraszkiewicz e Piotr Kwiatkowski “Dąbka” entraram na cidade. Eles iniciaram confiscos em lojas judaicas e apreenderam dois carros pertencentes à cooperativa “Społem”. Durante a luta, um oficial da Milícia Cívica e três judeus subordinados à Milícia foram mortos protegendo a cidade. O objetivo da ação era quebrar as estruturas locais que colaboravam com o Partido dos Trabalhadores Poloneses e abastecer o ramo. A propaganda aproveitou cuidadosamente que judeus foram mortos durante a ação, acusando a unidade de Taraszkiewicz de um pogrom. Como resultado dessas ações, houve um êxodo de judeus de Parczew.
O renascimento da economia e da atividade dos habitantes foi influenciado pela criação do condado de Parczew em 1955. Uma sede para o condado e escritórios municipais, uma clínica médica, um hospital, uma escola secundária e escolas primárias foram construídas. A construção de moradias desenvolveu-se rapidamente. Após a reforma administrativa em 1975, Parczew deixou de ser uma cidade do condado.
Em 1978, no 33.º aniversário da vitória sobre a Alemanha nazista, o Conselho de Estado da República Popular da Polônia concedeu à comuna e cidade de Parczew a Cruz de Grunwald de 2.ª classe.

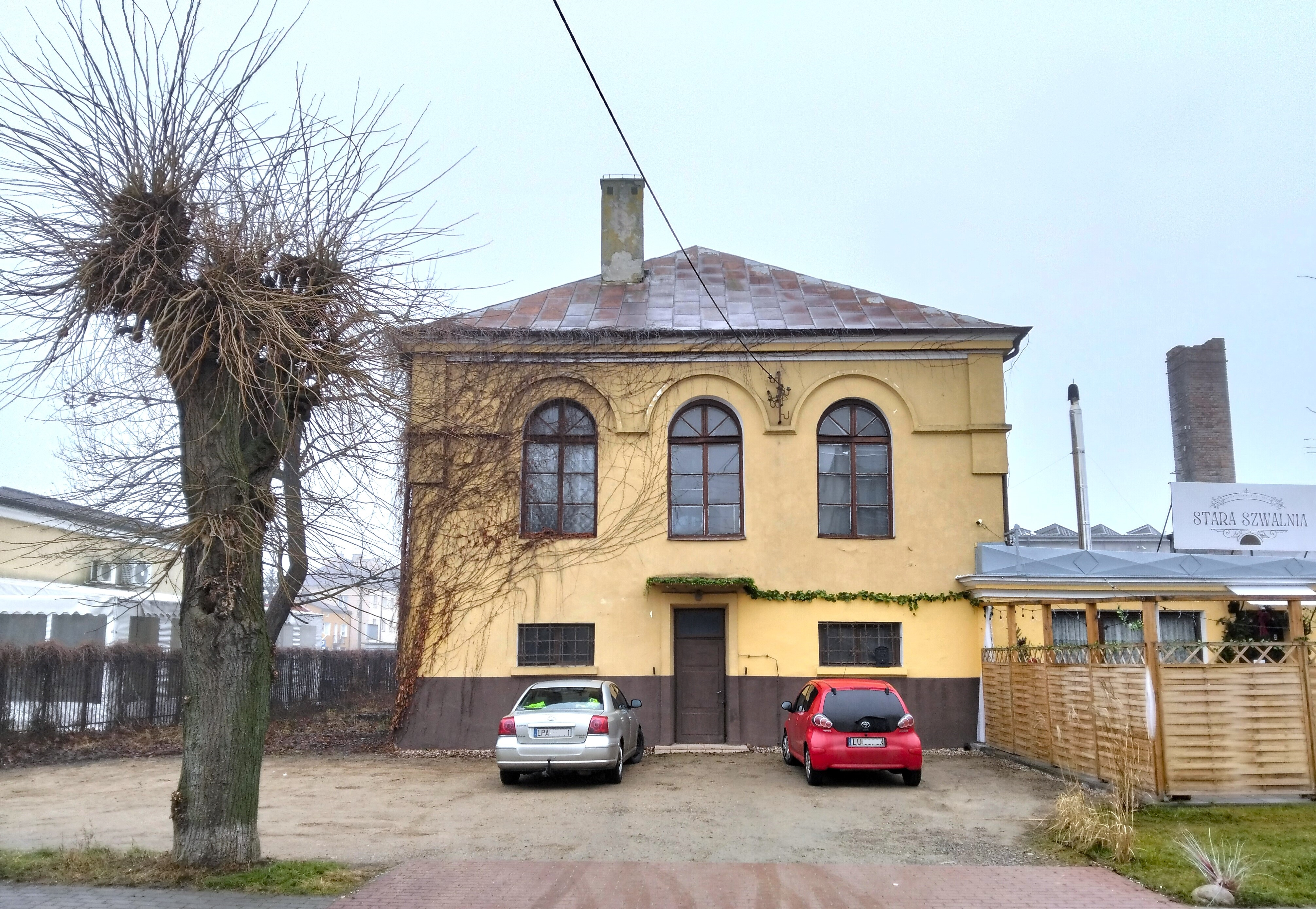
Sinagoga em Parczew

A cidade voltou a ser sede do condado em 1999.
A comunidade judaica teve uma grande influência em Parczew durante séculos. Sigismundo II Augusto permitiu que os judeus vivessem lá em 1564, embora uma comunidade judaica existisse aqui muito antes. Em 1633, Ladislau IV Vasa renovou o privilégio de ter uma sinagoga e um cemitério judaico pela comunidade. A própria cidade judaica existia fora dos muros da cidade, e seus habitantes geralmente se dedicavam ao comércio. Antes da guerra, a comunidade judaica constituía 50% da população. A maioria deles acabou no gueto criado aqui pelos alemães. Em 1942, o gueto foi liquidado e os habitantes foram transportados para o campo de extermínio de Treblinka.
Dois prédios de sinagogas permaneceram na cidade, na rua Piwonia e na rua Żabia. Há também um mikvá ritual erguido no século XX. Havia um quarto judaico na casa da rua Zjednoczenia, 31. Não há vestígios do cemitério, hoje existe um parque neste local. Parczew foi uma das poucas cidades na Polônia onde foi feita uma tentativa de recriar a comunidade judaica do shtetl após a guerra.

## Mudanças territoriais

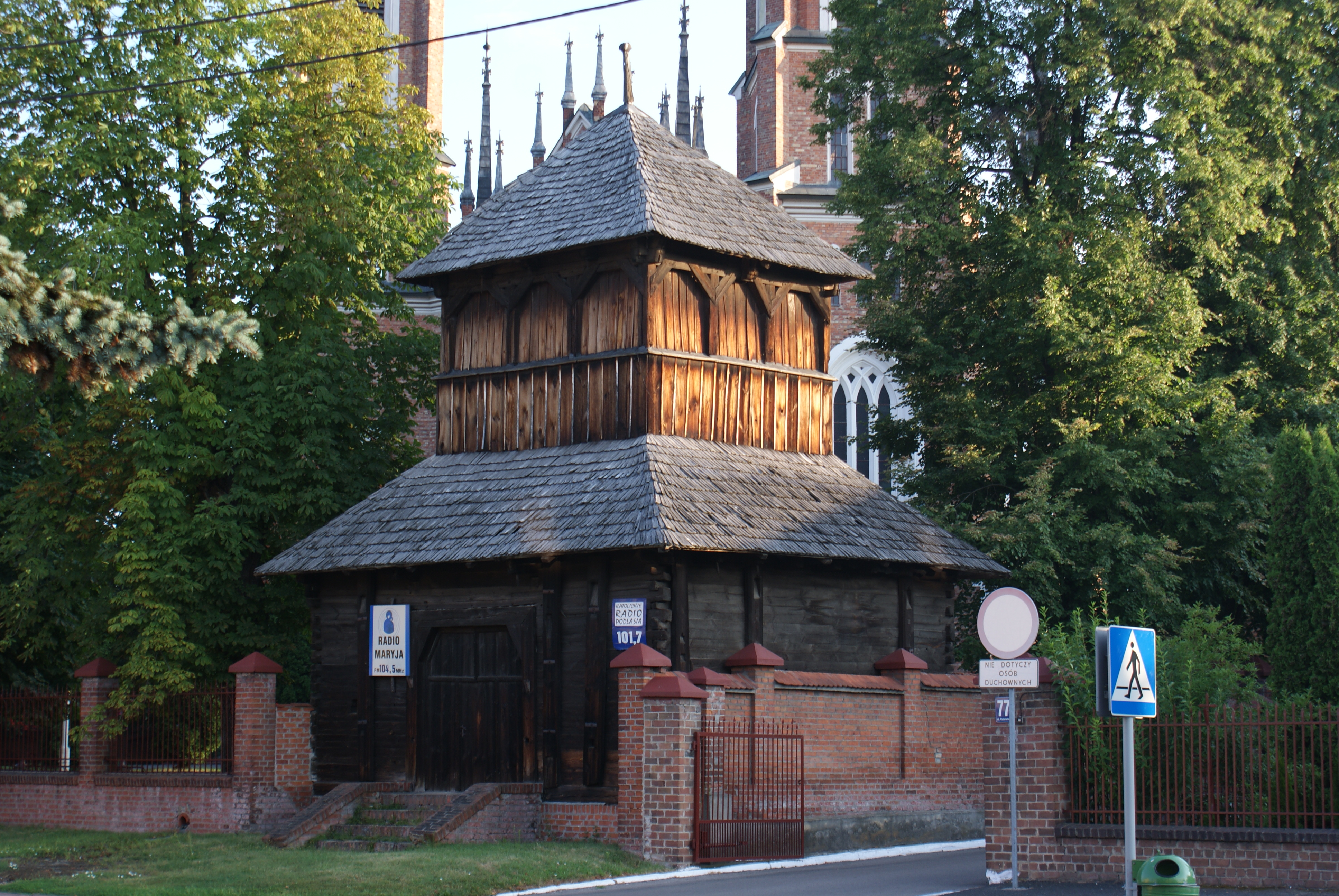
Campanário de madeira em Parczew

Em 13 de outubro de 1919, Parczew incorporou, da comuna de Tyśmienica, as aldeias de: Koczergi, Jasionka Pierwsza e Jasionka Trzecia.
Em 1 de abril de 1929, Parczew incorporou: a) a comuna rural de Dębowa Kłoda, no condado de Włodawa, a aldeia de Sowin, com uma área de 7 073 m²; b) a comuna rural de Tyśmienica no mesmo condado da aldeia: Królewski Dwór com uma área de 9 241 m², Górne com uma área de 5.915 m², Szytki com uma área de 4 520 m², Kokwa com um assentamento de moinho com o mesmo nome, com uma área de 6 936 m², e uma parte da aldeia de Siedliki com uma área de 1 767 m²; c) a comuna rural de Milanów, no condado de Radzyń, voivodia de Lublin: o terreno da antiga mansão Bieźle com uma área de 4 922 m², parte do terreno da aldeia de Wierzbówka, o chamado Zasławie, com uma área de 531 m². A cidade de Parczew assim expandida fazia fronteira: a) ao norte com as florestas da fazenda senhorial de Milanów, as terras das fazendas Wierzbówka, Mogiłki e Josionka Ruska, e as aldeias de Kostry e Zaniówka, pertencentes à comuna rural de Milanów no condado de Radzyń; b) do leste, com as terras da aldeia de Przewłoka, colônia de Mariampol, na comuna rural de Mariampol, no condado de Radzyń; c) do sul, com a terra das aldeias de: Selitnie, Żmiarki, Stępów, Borki, Makoszka, a floresta estatal de Makoszka na comuna rural de Dębowa Kłoda e a aldeia de Siedliki na comuna rural de Tyśmienica, condado de Włodawa; d) do oeste com a terra: da aldeia de Laski na comuna rural de Tyśmienica, condado de Włodawa, as aldeias de Brudno, Glinny Stok na comuna rural de Suchowola, a aldeia de Cichostów na comuna rural de Milanów, condado de Radzyń.
Em 5 de outubro de 1954, quatro gromadas foram incorporadas a Parczew: Laski (o vilarejo de Laski) e Siedliki (o vilarejo de Siedliki) da comuna de Tyśmienica no condado de Włodawa, e Jasionka (o assentamento de Jasionka) e Wierzbówka (a vila e assentamento de Wierzbówka) da comuna de Milanów no condado de Radzyń.
Em 31 de dezembro, as aldeias de Jasionka I, Jasionka II, Jasionka III, Wierzbówka, Królewski Dwór, Koczergi, Laski, Sowin, Siedliki e Michałówka foram excluídas de Parczew e incluídas na gromada de Parczew.
Em 1 de janeiro de 1973, a vila de Szytki foi excluída de Parczew, incorporando-a à recém-criada comuna de Parczew.

## Clima
Conforme a classificação climática de Köppen-Geiger, Parczew situa-se na zona Cfb − clima temperado oceânico. Na cidade de Parczew, a temperatura média anual é de 9,0° C. Nesta área, a precipitação média anual é de 700 mm. Está localizada no Hemisfério Norte. Os meses de verão são: junho, julho, agosto, setembro. O mês mais seco é fevereiro, com 40 mm de precipitação. O mês mais quente do ano é julho, com temperatura média de 20,2 °C. A temperatura média mais baixa do ano ocorre em janeiro e é de aproximadamente -2,6 °C.
A diferença de precipitação entre o mês mais seco e o mais úmido é de 48 mm. A variação de temperatura durante o ano é de 22,8 °C. O mês com a maior umidade relativa é novembro (85%). O mês com a menor umidade relativa é junho (65%). O mês com o maior número de dias de chuva é julho (10 dias). O mês com o menor número é outubro (7 dias).
| Dados climatológicos para Parczew | Dados climatológicos para Parczew | Dados climatológicos para Parczew | Dados climatológicos para Parczew | Dados climatológicos para Parczew | Dados climatológicos para Parczew | Dados climatológicos para Parczew | Dados climatológicos para Parczew | Dados climatológicos para Parczew | Dados climatológicos para Parczew | Dados climatológicos para Parczew | Dados climatológicos para Parczew | Dados climatológicos para Parczew | Dados climatológicos para Parczew |
| Mês | Jan                               | Fev                               | Mar                               | Abr                               | Mai                               | Jun                               | Jul                               | Ago                               | Set                               | Out                               | Nov                               | Dez                               | Ano                               |
| --- | --------------------------------- | --------------------------------- | --------------------------------- | --------------------------------- | --------------------------------- | --------------------------------- | --------------------------------- | --------------------------------- | --------------------------------- | --------------------------------- | --------------------------------- | --------------------------------- | --------------------------------- |
| Temperatura máxima média (°C) | −0,3                              | 1,4                               | 6,6                               | 13,8                              | 19,0                              | 22,4                              | 24,5                              | 23,8                              | 18,5                              | 12,3                              | 6,7                               | 1,8                               | 12,5                              |
| Temperatura média (°C) | −2,6                              | −1,4                              | 2,7                               | 9,1                               | 14,6                              | 18,1                              | 20,2                              | 19,5                              | 14,5                              | 9,0                               | 4,4                               | −0,1                              | 9,0                               |
| Temperatura mínima média (°C) | −5,1                              | −4,4                              | −1,3                              | 4,0                               | 9,3                               | 13,0                              | 15,4                              | 14,7                              | 10,4                              | 5,8                               | 2,2                               | −2,2                              | 5,2                               |
| Precipitação (mm) | 44                                | 40                                | 48                                | 54                                | 74                                | 77                                | 88                                | 70                                | 64                                | 49                                | 46                                | 46                                | 700                               |
| Dias com chuva | 8                                 | 8                                 | 8                                 | 8                                 | 9                                 | 9                                 | 10                                | 8                                 | 8                                 | 7                                 | 8                                 | 8                                 | 99                                |
| Umidade relativa (%) | 84                                | 82                                | 76                                | 67                                | 66                                | 65                                | 68                                | 67                                | 73                                | 78                                | 85                                | 84                                | 74,6                              |
| Insolação (h) | 2,3                               | 3,1                               | 5,5                               | 8,8                               | 10,3                              | 11,2                              | 11,0                              | 10,3                              | 7,1                               | 5,0                               | 3,0                               | 2,1                               | 79,7                              |
| Fonte: Climate-Data.org Dados: 1991−2021: temperatura mínima (°C), temperatura máxima (°C), precipitação (mm), umidade, dias chuvosos. Dados: 1999−2019: horas de sol |                                   |                                   |                                   |                                   |                                   |                                   |                                   |                                   |                                   |                                   |                                   |                                   |                                   |

## Demografia
Conforme os dados do Escritório Central de Estatística da Polônia (GUS) de 31 de dezembro de 2022, Parczew é uma cidade pequena com uma população de 10 298 habitantes (20.º lugar na voivodia de Lublin e 381.º na Polônia), tem uma área de 8,1 km² (38.º lugar na voivodia de Lublin e 683.º lugar na Polônia) e uma densidade populacional de 1 279 hab./km² (7.º lugar na voivodia de Lublin e 206.º lugar na Polônia). Nos anos 2002–2021, o número de habitantes aumentou 0,8%.
Os habitantes de Parczew constituem cerca de 30,46% da população do condado de Parczew, constituindo 0,51% da população da voivodia de Lublin.
| Descrição                         | Total      | Total   | Mulheres   | Mulheres | Homens     | Homens  |
| --------------------------------- | ---------- | ------- | ---------- | -------- | ---------- | ------- |
| unidade                           | habitantes | %       | habitantes | %        | habitantes | %       |
| população                         | 10 298     | 100     | 5 418      | 52,6     | 4 880      | 47,4    |
| superfície                        | 8,1 km²    | 8,1 km² | 8,1 km²    | 8,1 km²  | 8,1 km²    | 8,1 km² |
| densidade populacional (hab./km²) | 1 279      | 1 279   | 672,8      | 672,8    | 606,2      | 606,2   |

## Edifícios históricos

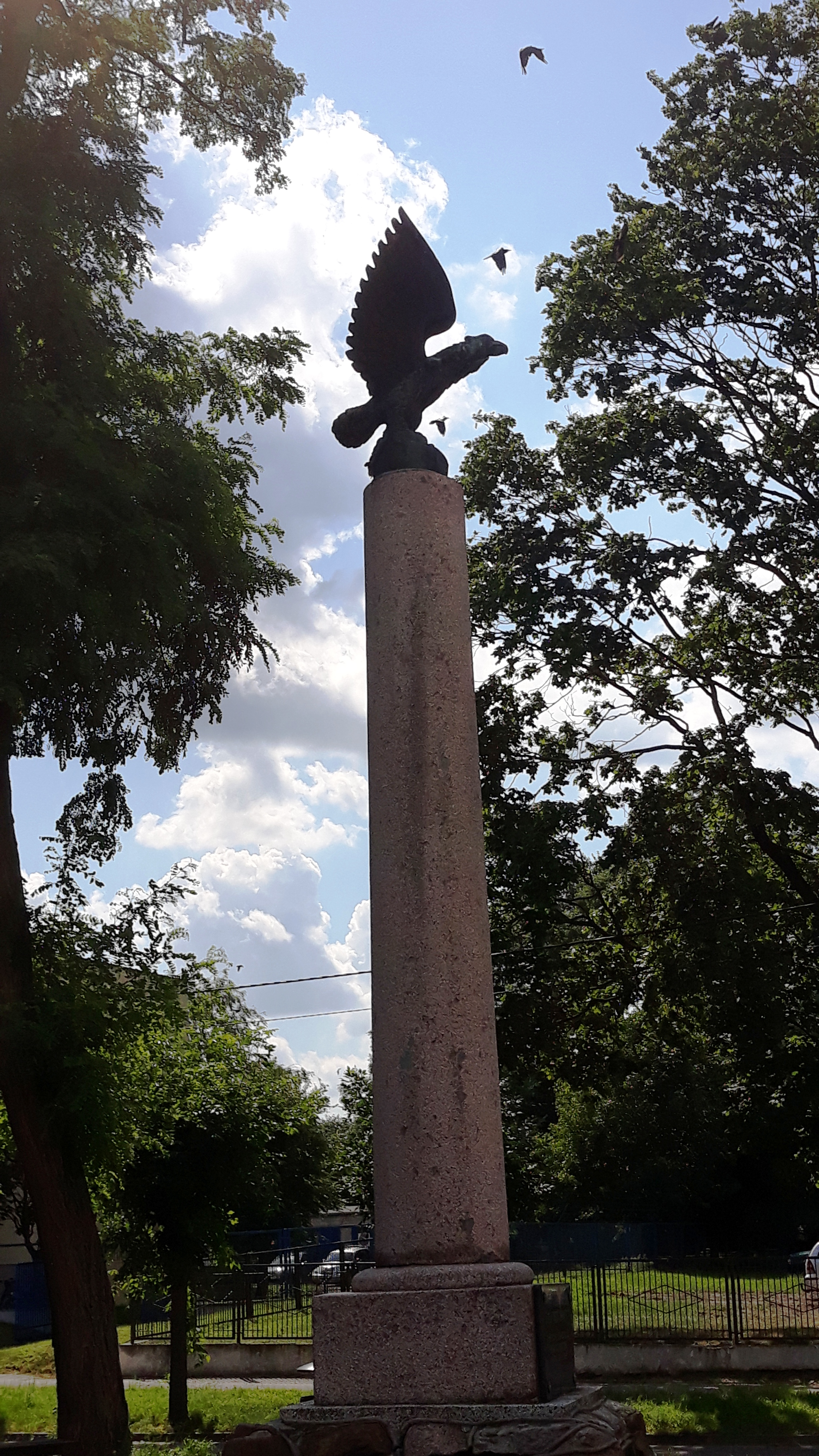
Monumento da Independência em Parczew

Existem edifícios históricos em Parczew:
- Basílica colegiada neogótica construída em 1905–1913. Os monumentos mais valiosos pertencentes à igreja em Parczew incluem: uma casula com motivos bíblicos do século XVI, bordada pela primeira esposa de Sigismundo II Augusto, Isabel de Habsburgo, e um ostensório classicista de 1788. Fundação Jan e Marianna Koczur.
- Campanário de madeira de 1675. Tem uma moldura de madeira única e estrutura de colunas e um telhado de telhas. Atualmente, o edifício serve como capela pré-sepultura na basílica menor de Parczew.
- Mercado municipal localizado na praça Wolności, construído em 1938 conforme o projeto de Artur Bernhardt.
- Antiga sinagoga − uma antiga casa de oração judaica, um local de reuniões religiosas. Construída em estilo eclético pela comunidade judaica no final do século XIX (após 1873).
- Edifício da antiga escola primária de finais do século XIX
- Antigo mikvá − uma casa de banho judaica ritual. O edifício foi construído no início do século XX e apresenta características de arquitetura modernista.

### Monumentos
- Monumento da Independência − inaugurado em 1928. Uma águia voando foi colocada na coluna. Na placa há uma inscrição: “Após cento e vinte e três anos de terrível cativeiro − para a Pátria ressuscitada” e os anos 1795–1918.
- Monumento ao Marechal Józef Piłsudski − foi erguido em 8 de novembro de 1931, sobreviveu à Segunda Guerra Mundial sem grandes danos. Foi destruída no final dos anos 1940 com a introdução da nova ordem socialista, e então o nome da praça foi retirado dos registros. Em 1992, por iniciativa do Comitê Social para a Reconstrução do Monumento ao Marechal Józef Piłsudski, o monumento foi novamente erguido ali. Todos os anos, realizam-se nesta praça as cerimônias comemorativas da reconquista da independência ou da adoção da Constituição de 3 de maio. Em 2014, a praça foi revitalizada. Os arredores foram adaptados ao caráter do local histórico.
- Monumento à Revolta de Janeiro.

## Economia
A cidade fica a 63 km de Lublin, a 60 km de Biała Podlaska e a 182 km de Varsóvia. A cidade está localizada a aproximadamente 50 km da fronteira com a Bielorrússia (Sławatycze).
A área da cidade é de 8,1 km², o que representa mais de 5% da área total da comuna de Parczew.
As maiores empresas de produção e serviços são:
- Elpar Sp. z o. o.[33] − produção de cabos e fios de energia e telecomunicações
- Vidros domésticos Tadeusz Wrześniak Sp. z o. o.[34]
- Fábrica de Vinagres e Mostardas[35]
- Fazenda Hortícola Wieslaw Sidor[36]
- Filial da Cooperativa de Laticínios “SPOMLEK” em Parczew[37]
- Parster Sp. z o. o.[38]
- Fabel Sp. z o. o.[39]
- Departamento de Serviços Municipais Sp. z o. o.
- Empreendimento de Obras Rodoviárias e de Pontes

### Comércio

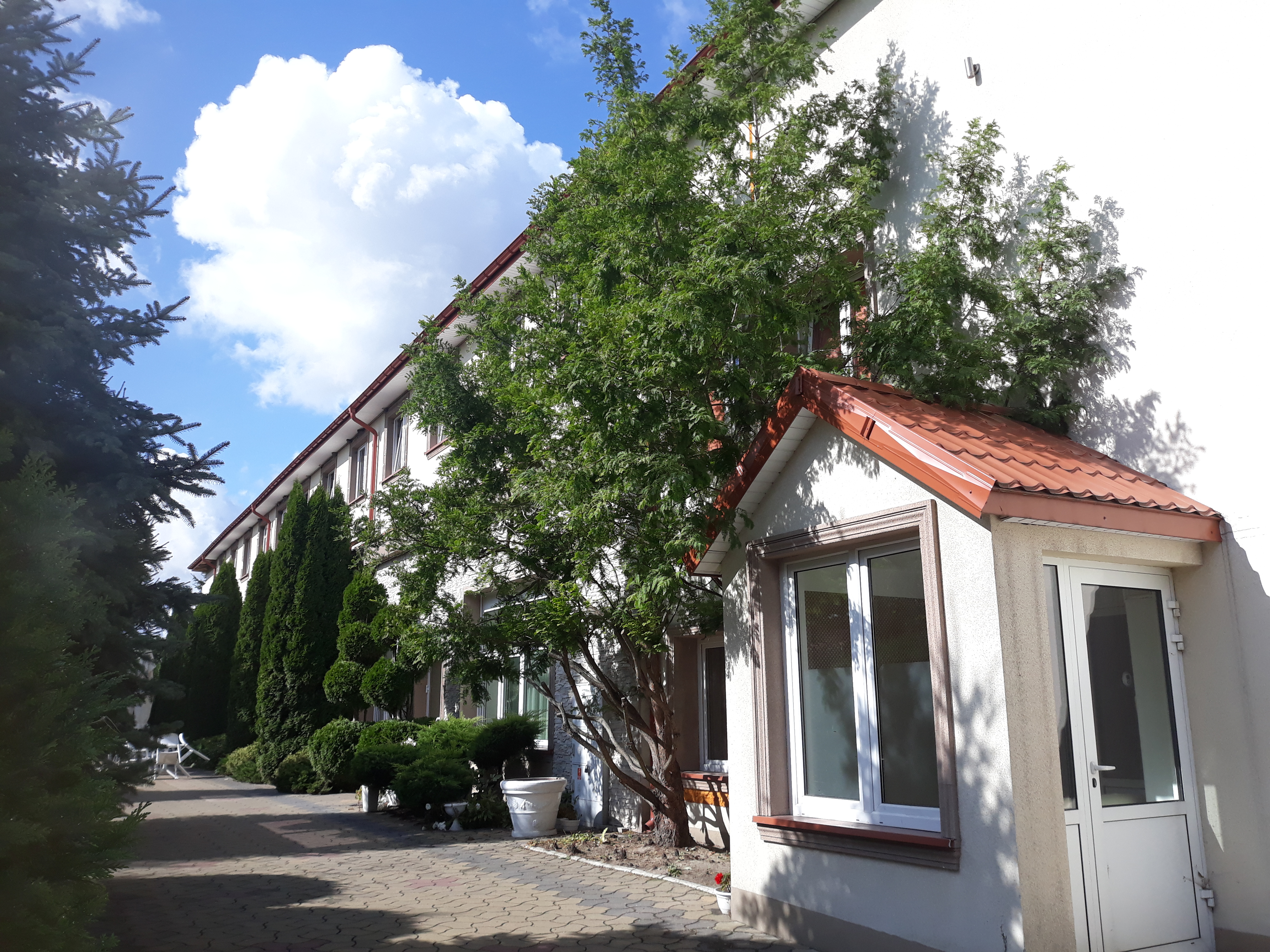
Hotel Alma em Parczew

Na cidade, o comércio é realizado em pequenos pontos de venda, mercado e parte de shopping centers e armazéns:
- Mercado da cidade (rua Ogrodowa) aberto dois dias por semana (terça e sexta-feira)
- Galeria Fabel (avenida Zwycięstwa)[40]
- Prima Park Parczew (avenida João Paulo II)[41]
- Depósito de combustível e materiais de construção T&M Sobianek (rua Polna)[42]
- Lodex / Frigorífico Leste[43]

### Hotéis
- G.H.otel — 30 leitos[44]
- Hotel Alma — 32 leitos[45]
- Hotel Orion — 30 leitos[46]

## Transportes

### Transporte rodoviário
As seguintes estradas provinciais atravessam a cidade:
- Łęczna — Ostrów Lubelski — Parczew — Międzyrzec Podlaski,
- Lubartów — Parczew — Wisznice,
- Parczew — Sosnowica — Wola Uhruska.

### Transporte ferroviário

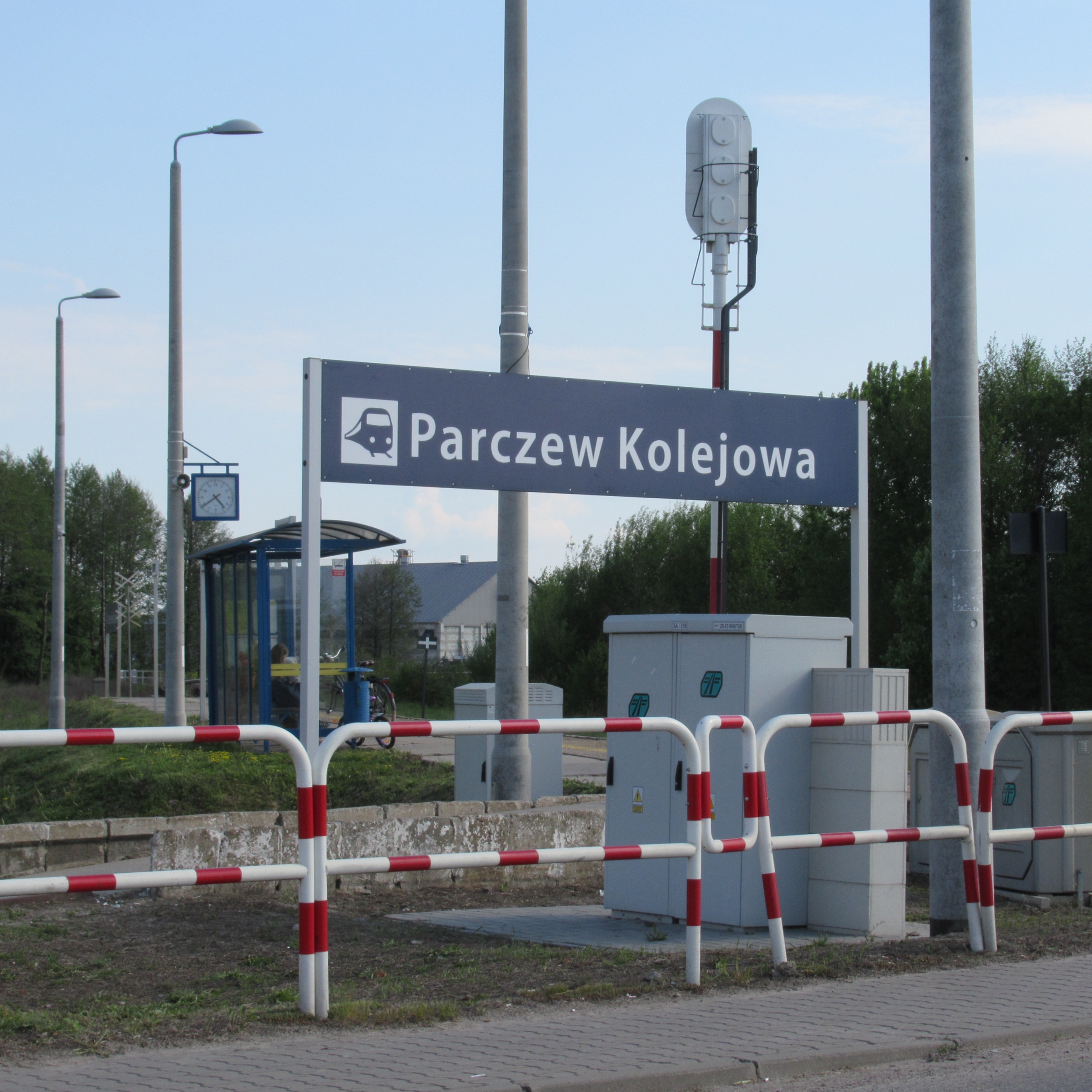
Estação ferroviária de Parczew

A linha ferroviária n.º 30 Łuków − Lublin Północny atravessa a cidade − uma linha ferroviária na voivodia de Lublin. Construída em 1894–1898, originalmente como uma única pista (uma segunda pista foi adicionada em 1904). O tráfego de passageiros nesta rota é realizado por ônibus ferroviários (railbuses) — 8 conexões de passageiros são feitas diariamente. Esta linha também é usada para transportar passageiros de Lublin a Varsóvia, devido à modernização abrangente da linha ferroviária n.º 7 na seção Lublin − Otwock.
Parczew tem uma estação ferroviária e uma parada ferroviária na linha n.º 30 Łuków − Parczew − Lubartów − Lublin. Na estação existe uma caixa d'água com uma estrutura interessante, ou seja, escadas externas levam ao andar superior.

### Transporte de ônibus
Existem na cidade ônibus de empresas particulares garantindo conexões com Lublin, Varsóvia, Biała Podlaska e Radzyń Podlaski.

### Transporte aéreo
- A pista de pouso Parczew-Hospital está localizada em Parczew.
- 7 km a sudeste há uma pista de pouso particular em Dębowa Kłoda.
- 47 km a sudoeste fica o Aeroporto de Lublin.

## Educação
As seguintes instituições educacionais públicas estão localizadas em Parczew:
- 2 creches:
  - Jardim de infância público n.º 1 “Pod Krasnalem”[49]
  - Jardim de infância público n.º 2 Janusz Korczak[50]
- 3 escolas primárias:
  - Escola primária n.º 1 Tadeusz Kościuszko[51] (o prédio foi colocado em uso em 1 de setembro de 2000)
  - Escola primária n.º 2 Rainha Jadwiga[52]
  - Escola primária n.º 3 Rei Władysław Jagiełło[53] (antigo ginásio de mesmo nome, no mesmo prédio até junho de 2000 funcionava uma instituição da então escola SP1)
- Escola secundária Nicolau Copérnico em Parczew[54]
- Complexo de Escolas Stanisław Staszic[55] (antigos nomes da escola: Complexo de Escolas Secundárias, Centro de Educação Continuada, Escola Profissional Básica. A instituição tem o mesmo nome desde a sua criação)

Na cidade há também uma escola de música de primeiro grau, um estudo pós-secundário PROFIT, um jardim de infância artístico e de linguagem particular “Skowronek”, um jardim de infância particular ZJACZEK, um berçário particular Akademia Malucha e uma filial da Biblioteca Pedagógica de Biała Podlaska.

## Turismo

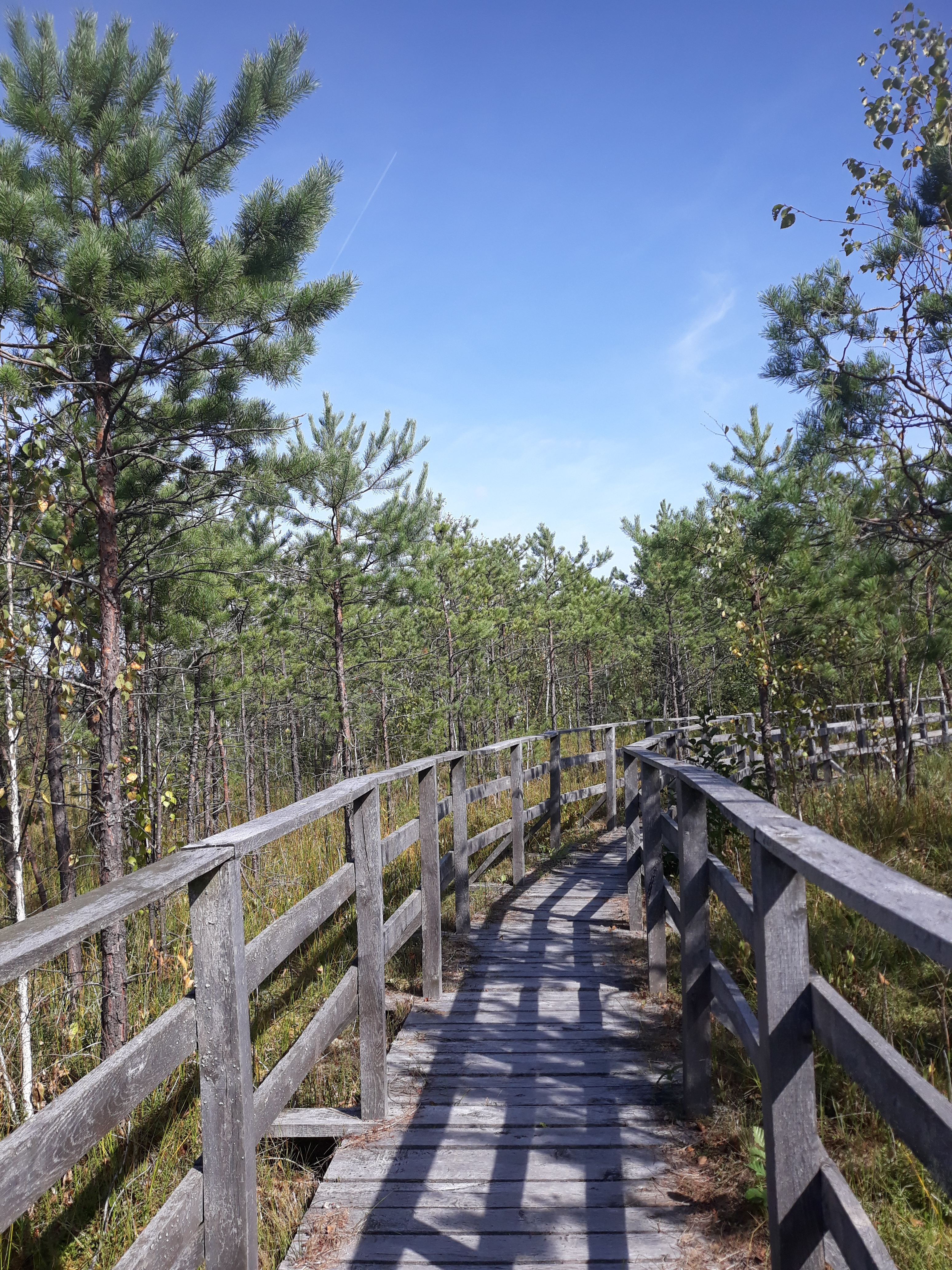
Trilha natural do Lago Obradowskie

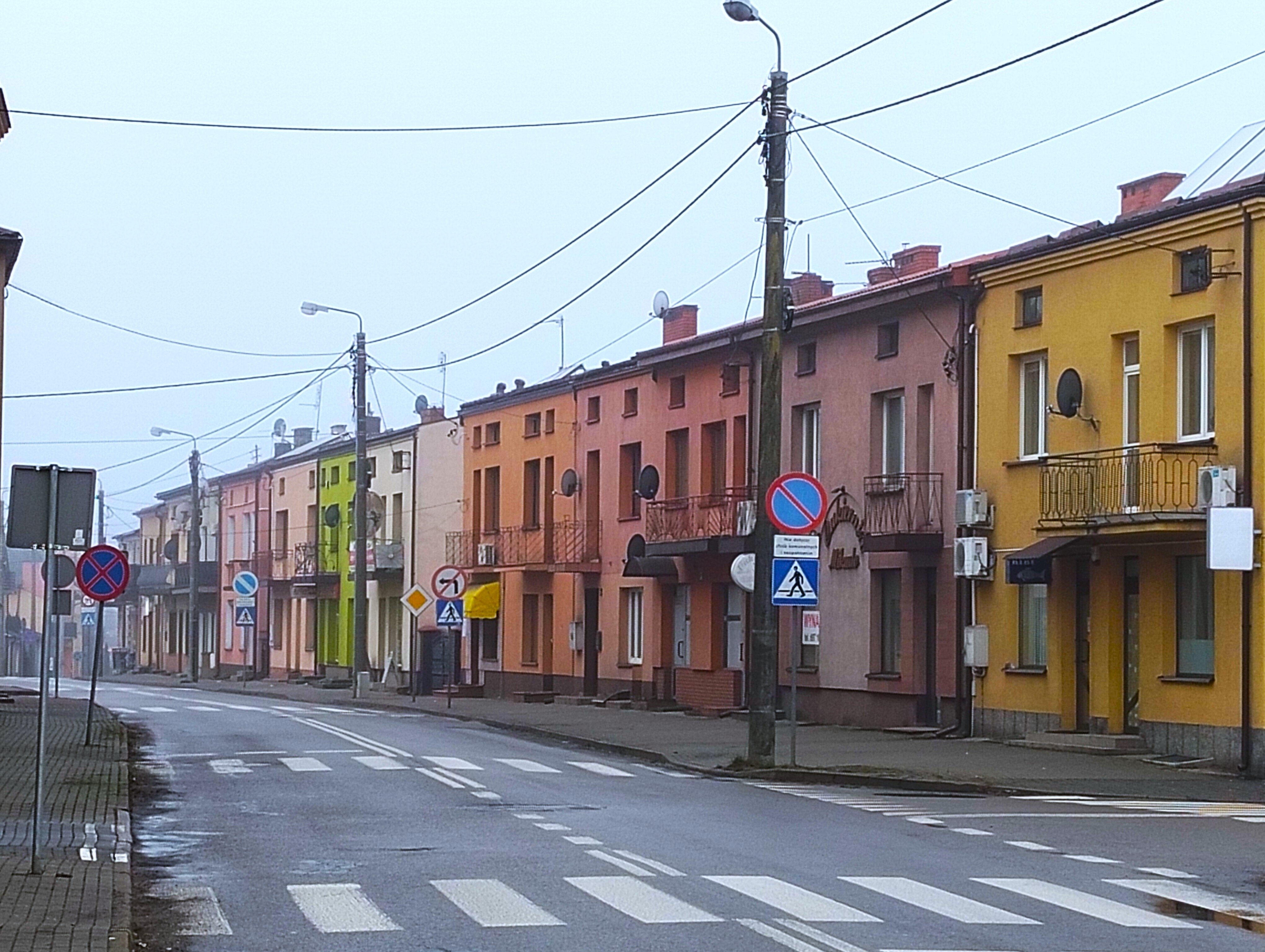
Rua Strażacka

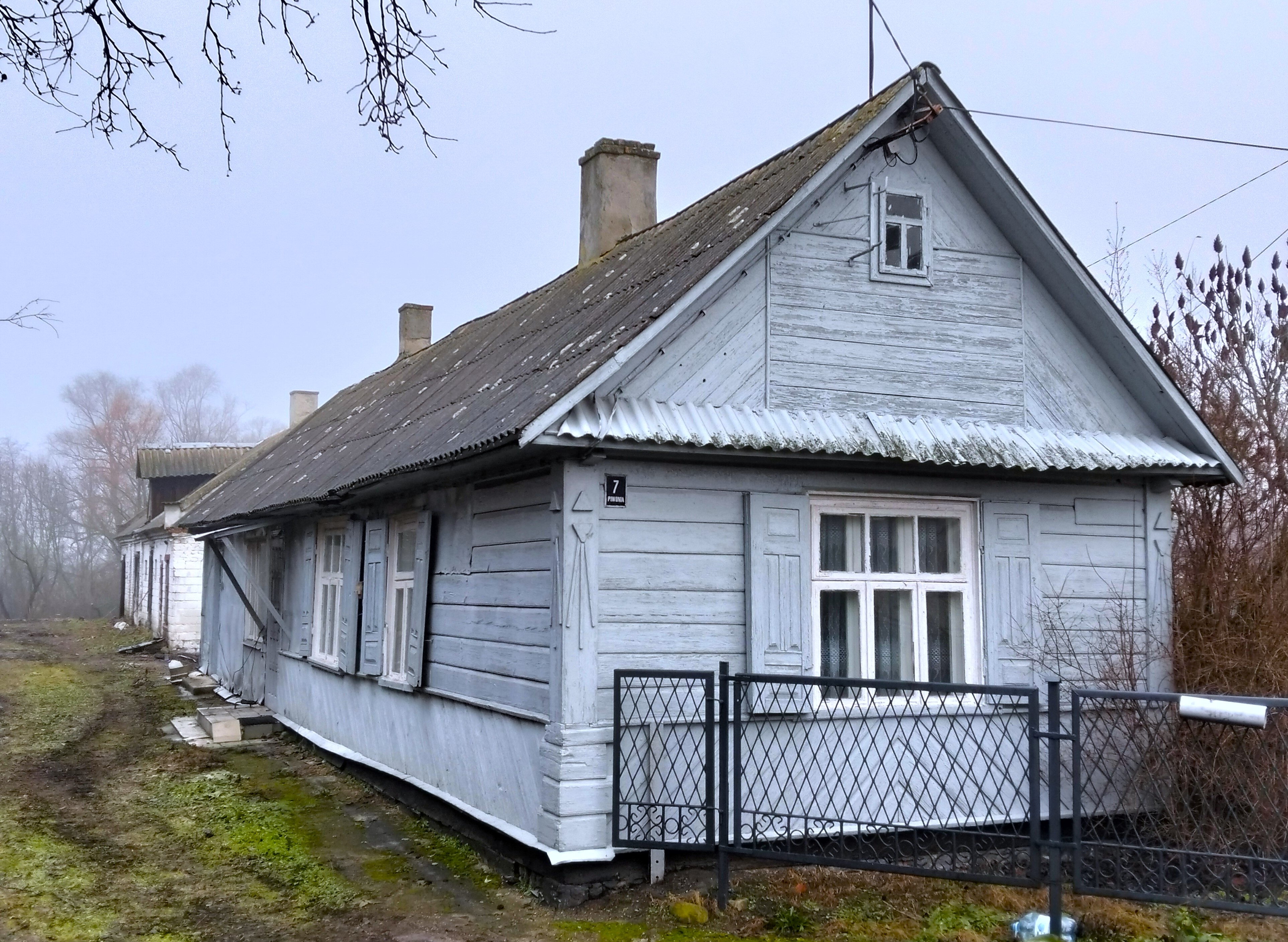
Edifícios de madeira na rua Piwonia

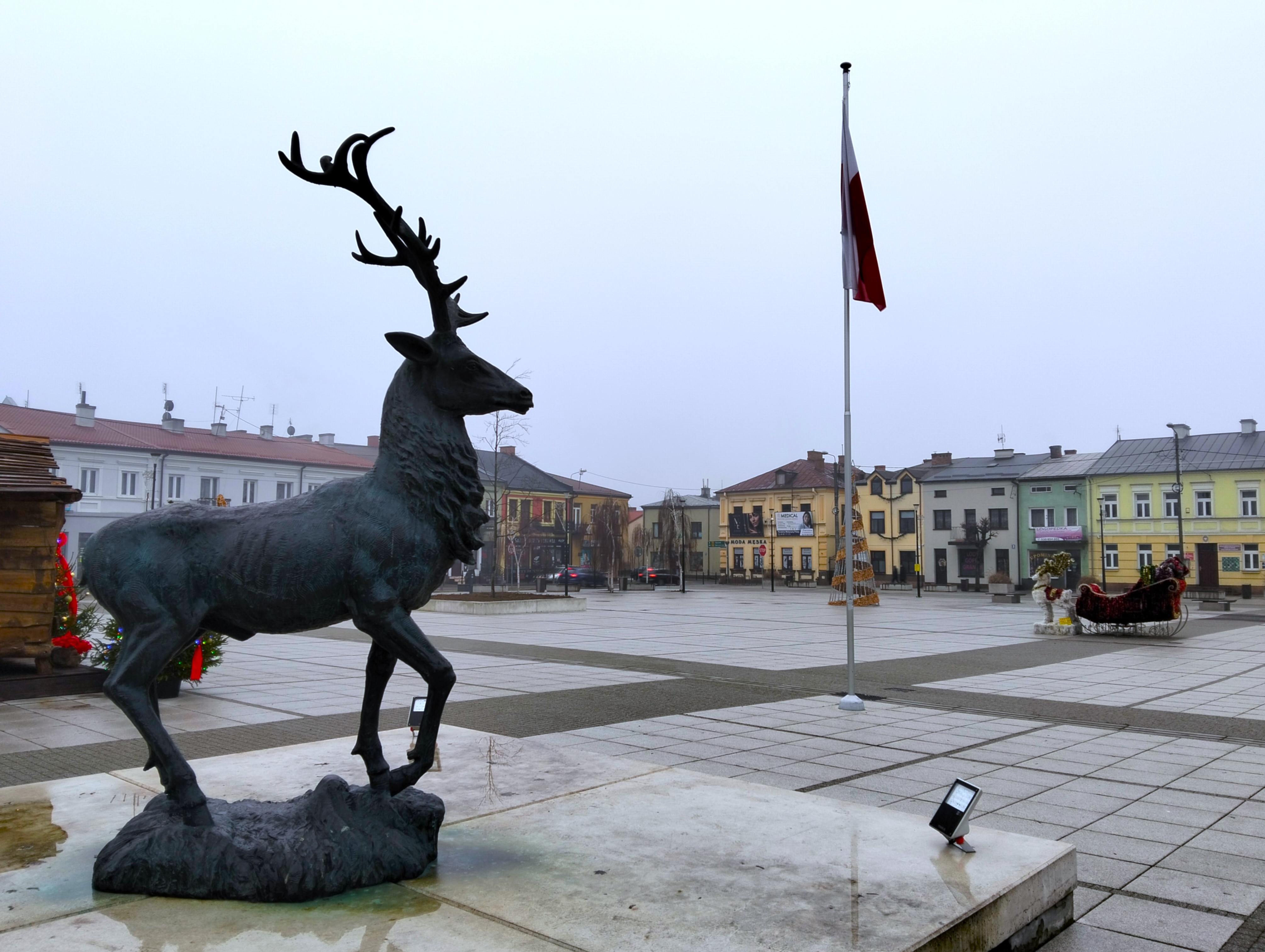
Praça da Liberdade em Parczew

O turismo baseia-se nos valores naturais e históricos da cidade e seus arredores, os quais são utilizados principalmente para caminhadas e passeios de bicicleta.
- Histórica Trilha Jaguelônica − nos anos 1386−1611, uma rota de comércio medieval que ligava as capitais do estado polaco-lituano − Cracóvia e Vilnius por Lublin. A seção da trilha entre Parczew e Ostrów Lubelski foi marcada e serve como ciclovia sob o nome de Gościniec Królewski;[62]
- Reserva natural do Lago Obradowskie − localizada na comuna de Parczew, cerca de 3 km ao sul de Laski. A reserva abrange o Lago Obradowskie, parte das florestas e uma turfeira de transição. Há uma trilha educacional na reserva, que passa por uma passarela de madeira através da floresta e turfeiras até o lago.[63]
- Vale do Tyśmienica − é uma área de proteção especial para aves no âmbito do sistema Natura 2000 (7 363,7 ha.). Durante a época de reprodução, a área é habitada pelas seguintes espécies de aves: combatente, garça-pequena, garça-comum, águia-rabalva, tartaranhão-caçador, tartaranhão-ruivo-dos-pauis, bufo-real, frisada, maçarico-real, maçarico-de-bico-direito, codornizão e outras. Este lugar é popular entre os entusiastas de pássaros, incluindo ornitólogos e observadores de pássaros.[64]
- Trilha educacional “Bobrówka” − na silvicultura de Jedlanka na Inspeção Florestal de Parczew. O caminho tem a forma de um anel ao redor do lago do moinho “Gościniec”, reconstruído em 2011 e conectando os locais dos moinhos de água não existentes Kozera e Gościniec. O percurso percorre vários terrenos. O comprimento total do caminho é de aproximadamente 3,3 km, dos quais cerca de 1 km é uma passarela de madeira equipada com grades de segurança e 3 mirantes. Ao longo do percurso, há 14 paradas equipadas com placas educativas que apresentam o tema do manejo florestal realizado por silvicultores.[65][66]
- Reserva “Lasy Parczewskie” − está localizada em um grande complexo das Florestas de Parczew na comuna de Dębowa Kłoda. É uma reserva florestal cultural. As florestas de Parczew são um local de lutas de libertação nacional desde o século XVIII. O objetivo da proteção é preservar pinheiros velhos em locais de intensa atividade guerrilheira. Locais memoriais na forma de abrigos, trincheiras e valas comuns foram preservados na reserva. Na reserva há um cemitério e um obelisco comemorando eventos passados.[67]
- Trilha natural da Floresta Negra − localizada na comuna de Milanów, na Reserva da Floresta Negra. O principal objetivo de proteção é preservar um fragmento de floresta multiespécies de origem natural mista com espécies vegetais raras e protegidas. Aqui existem carvalhos-robles com 170 anos, cujos exemplares atingem tamanhos semelhantes aos monumentais. O caminho é equipado com plataformas de madeira e mirantes.[68]
- Reserva “Królowa Droga” − é uma reserva parcial do tipo florestal. Está localizado na floresta de Makoszka, na comuna de Dębowa Kłoda, a cerca de 8 km de Parczew. A fronteira sul da reserva é a antiga estrada com o nome usual de “Estrada dos Reis”. O objetivo da proteção é preservar um fragmento natural da floresta de carvalho com uma mistura de pinheiro. Na reserva podem encontrar-se muitos exemplares monumentais de carvalhos-robles e muitas espécies de plantas raras e protegidas, entre elas: a daphne-de-fevereiro, o acolejo, a digitalis grandiflora e o lírio-martagão.[69]

Eventos regulares organizados em Parczew
- Dias de Parczew[70]
- Feira Jaguelônica[71]
- Noite de verão
- Encontro de Bandas de Quintal[72]
- Corrida da Lembrança para os Soldados Amaldiçoados da Trilha do Lobo[73]
- Procissão dos Três Reis Magos[74]
- Lublin Vuelta[75]

Instituições culturais
- Casa da Cultura de Parczew[76]
- Biblioteca Pública Municipal[77]
- Biblioteca Pública Distrital Centro Cultural[78]

## Comunidades religiosas
- Igreja Católica de Rito Latino:
  - Paróquia da Divina Providência[79]
  - Paróquia de São João Batista[80]
- Igreja Pentecostal na Polônia:
  - Igreja[81]
- Testemunhas de Jeová:

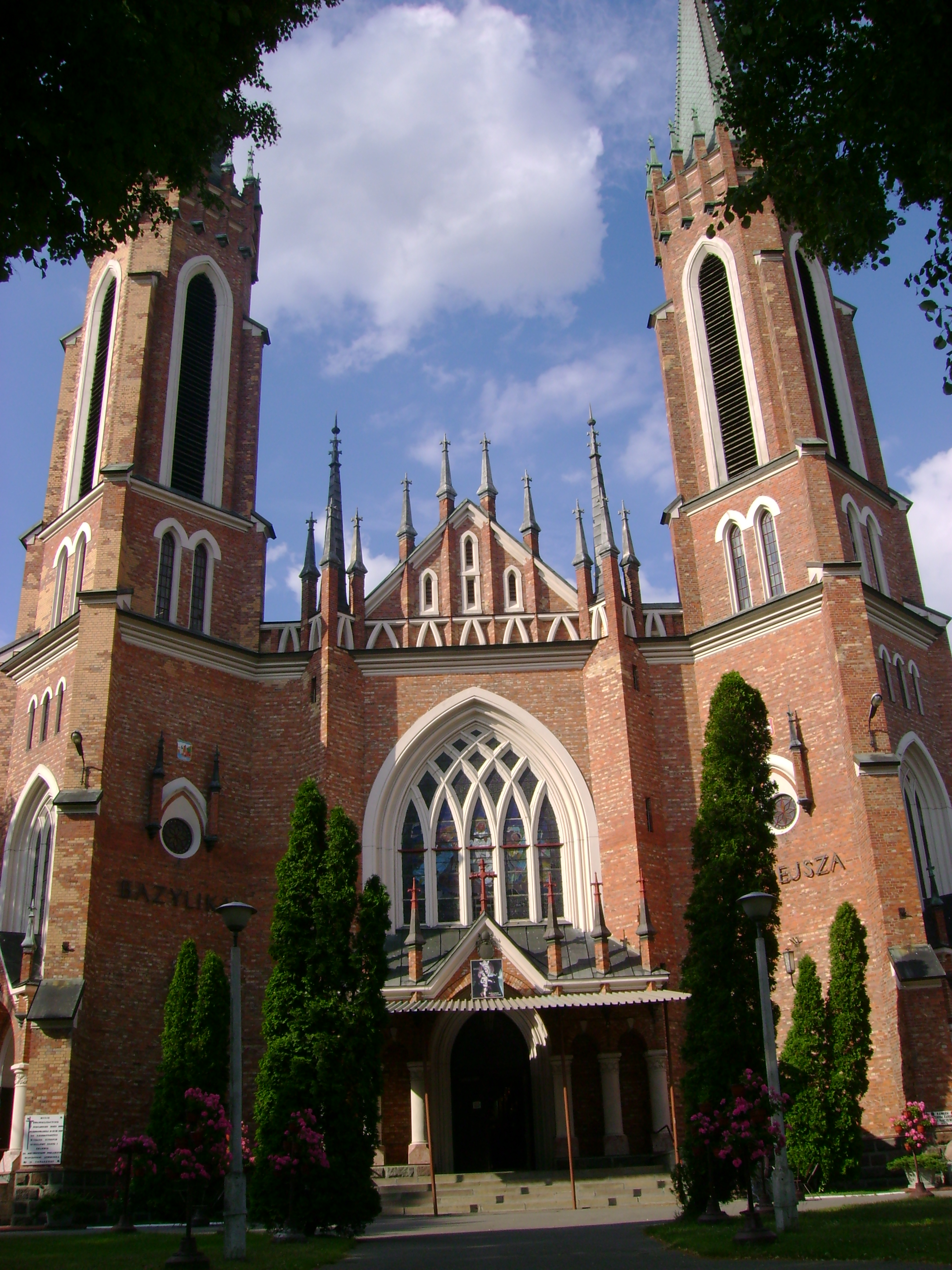
Basílica colegiada neogótica

  - Igreja de Parczew (Salão do Reino, rua Wojska Polskiego, 25)

## Esportes

### Clubes esportivos
- Clube de voleibol MKS Victoria Parczew − seção feminina[82]
- Clube de futebol MKS Victoria Parczew[82]
- Clube de Atletismo Olimp Parczew[83]
- Clube de Tiro − SOKÓŁ Parczew[84]
- Clube de tênis de mesa Pantera Parczew[85]
- Clube de basquete MKS Olimp Parczew[83]
- Clube Esportivo para Estudantes Jedynka[86]
- Grupo de ciclismo Parczewska[87]
- Karatê Kuba KYOKUSHIN
- Clube de Karatê Viet Vo Dao Long Kiem

### Instalações esportivas

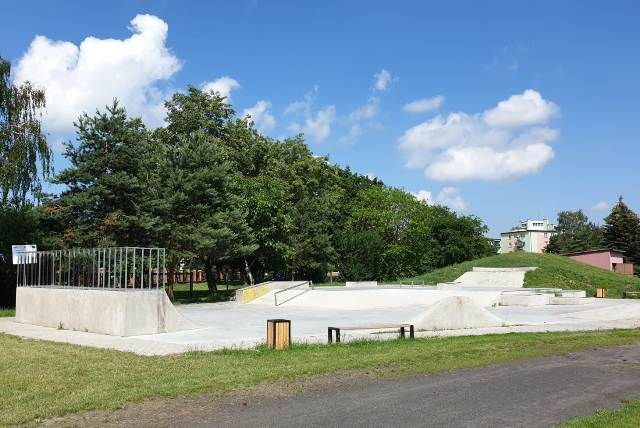
Skatepark em Parczew

- Piscina coberta do Complexo Esportivo e Recreativo Jelonek
- Estádio de futebol do Centro Esportivo e Recreativo Municipal
- Quadra de vôlei e basquete
- Dois complexos de campos esportivos Orlik
- Ginásio coberto (MOSiR) e ginásios externos comunitários
- Quadra de tênis
- Skatepark
- Pumptrack

## Condecorações
- Ordem da Cruz Grunwald, 2ª classe (1978)[88]